# Vladimir Veremeenko
Vladimir Veremeenko (Gomel, 21 de julho de 1984) é um basquetebolista profissional bielorrusso que atualmente defende o Tsmoki-Minsk que disputa atualmente a Liga Bielorrussa, VTB United League e a Liga dos Campeões da FIBA. O atleta foi selecionado na 48ª escolha no Draft da NBA de 2006 pelo Washington Wizards, mas não ingressou na liga.

## Carreira profissional
Filho de jogadores profissionais de basquete, Veremeenko desabrochou cedo quando começou sua carreira no time local de Gomel, aos 15 anos, jogando na Copa Korać de 1999–00 antes de chegar ao All-Star Game da liga bielorrussa na temporada seguinte.
Em 2002 Veremeenko mudou-se para o clube russo Avtodor Saratov, onde obteve uma média de 14,2 pontos e 7 rebotes por jogo durante sua segunda temporada na Super Liga Russa. Quando o proprietário do clube, Vladimir Radionov, mudou o clube para São Petersburgo para formar o Dínamo, Veremeenko o seguiu. Ele contribuiria com 12,6 pontos e 5,5 rebotes por jogo para o título da FIBA Liga Europade 2005 do clube.
Veremeenko foi selecionado na segunda rodada (48ª escolha) do draft da NBA de 2006 pelos Washington Wizards em 28 de junho de 2006. Ele não ingressou no clube e acabou por transferir-se para o BC Khimki, no final daquele ano após a falência do Dínamo de São Petersburgo . Nas duas temporadas que Veremeenko fez parte do elenco do Khimki, não se firmou entre os titulares e se viu frustrado com sua condição de suplente, mesmo com a equipe conquistando a Copa da Rússia de 2008. Os Wizards o convidaram para jogar na NBA Summer League em julho de 2008 onde obteve 3,8 pontos e 3,6 rebotes em cerca de 11 minutos por jogo provaram sua única contribuição para a carreira para os Wizards, e por fim foi usado como moeda de troca nas negociações que trouxeram Kirk Hinrich e Kevin Séraphin do Chicago Bulls. Em 7 de julho de 2016 seus direitos foram negociados com o Cleveland Cavaliers ao lado de Mike Dunleavy, Jr. pelos direitos do draft de Albert Miralles, o que foi feito para que os Bulls assinassem Dwyane Wade.
Em agosto de 2008 assinou com o BC UNICS de Cazã in August 2008 onde o pivô redescobriu sua melhor forma. Foram seis temporadas como parte vital do projeto e conquistou duas Copas da Rússia (2009 e 2014) e a Eurocopa de 2011.
Na temporada de 2014 assinou com o CAI Zaragoza, mas por fim optou por assinar em definitivo com proposta economicamente mais satisfatória com a equipe turca do Banvit, sem ao menos ter disputado um amistoso. Foi defendendo o Banvit que Veremeenko estabeleceu um novo recorde de rebotes, que era de 476 e já durava há 8 temporadas e ao final da temporada ele alcançou um total de 543 rebotes,  média de 9.1 pontos e 4.3 rebotes por jogo, 10.4 pontos e  5.1 rebotes na BSL. Em 18 de agosto de 2015, Veremeenko assinou por uma temporada com a equipe italiana do Grissin Bon Reggio Emilia.
Em 11 de agosto de 2016, Veremeenko assinou com os tri-campeões alemães, Brose Bamberg, para a temporada 2016–17.
Em 2 de setembro de 2019 volta para a Bielorrússia onde passou a atuar no Tsmoki-Minsk.

## Prêmios

### Individual
- VTB United League
  - Melhor jogador Bielorrusso (x2): 2012–13, 2013–14.
- Copa Russa
  - Seleção do torneio: 2013–14
- EuroCopa
  - Recordista total de rebotes: 543 (2 de setembro de 2015)

### Clube
- FIBA EuroChallenge:
  - Campeão: 2005
- Copa Russa
  - Campeão (x3): 2008, 2009, 2014
- EuroCopa
  - Campeão: 2011